# Völlen
Völlen ist ein Ortsteil der Gemeinde Westoverledingen im Landkreis Leer.

## Ortschaften und Lage
Zu Völlen gehören noch die Ortschaften Völlenerfehn und Völlenerkönigsfehn. Im Jahr 2001 lebten in der Ortschaft insgesamt 5242 Einwohner. Begrenzt wird Völlen östlich von Völlenerfehn, westlich von der Ems, südlich von Papenburg und nördlich von Mitling-Mark. Nach Papenburg sind es etwa drei Kilometer, nach Weener im Norden sieben Kilometer und nach Westoverledingen neun Kilometer im Nordosten. Zur Autobahn 31 im Westen sind es sechs Kilometer.

## Geschichte
Völlen wurde um das Jahr 700 gegründet und 1177 erstmals urkundlich erwähnt. Ab 1250 wurden anstelle der bis dahin üblichen Lehmhütten Steinhäuser aus gebrannten Ziegelsteinen gebaut.
Nach dem Zweiten Weltkrieg war Völlen Teil der polnischen Besatzungszone. Die Bewohner von Völlen wurden in den Häusern auf der einen Straßenseite zusammengelegt, während Polen aus den Emslandlagern in die leer geräumten Häuser auf der gegenüberliegenden Straßenseite einzogen.
Bis zur niedersächsischen Gemeindegebietsreform vom 1. Januar 1973 war Völlen eine eigene Gemeinde, die aus den Orten Völlen, Völlenerfehn und Völlenerkönigsfehn bestand. Mit diesen bildet es heute einen Ortsteil innerhalb der Gemeinde Westoverledingen und besitzt einen eigenen Ortsrat samt Ortsbürgermeister.

## Sehenswertes
Die heute evangelisch-lutherische Peter-und-Paul-Kirche wurde zu Beginn des 15. Jahrhunderts als spätgotische Backsteinkirche gebaut. Der Kirchturm datiert von 1559.